# 周克崧
周克崧（1941年2月4日—），男，生于上海，籍贯湖南长沙，材料表面工程专家，中国工程院院士，现任广东省科协副主席，曾任广州有色金属研究院院长。

## 履历
周克崧1941年2月4日生于上海，籍贯湖南长沙。1965年，从清华大学工程物理系核材料物理专业毕业。1965年至1971年在北京有色金属研究总院从事锆合金、钛合金研究。1971年起，在广州有色金属研究院工作。2009年，当选中国工程院化工、冶金与材料工程学部院士。

## 成就
周克崧致力于热喷涂、薄膜和激光等表面工程方面的研究工作，在低压等离子喷涂、热喷涂技术替代电镀硬铬、高性能薄膜和热喷涂与激光的复合技术等领域作出了许多开创性的工作，多项技术已经应用于军工、钢铁、包装印刷和核能等行业。